# احسن‌التواریخ
احسن‌التواریخ کتابی بوده‌است در دوازده جلد (بنا به ادعای مؤلف) که دو جلد پایانی آن باقی مانده‌است و اثری از ۱۰ جلد دیگر در هیچ‌یک از کتابخانه‌های جهان به دست نیامده است و ممکن است اصلاً نگاشته نشده باشد. دو جلد موجود دربارهٔ تاریخ ایران و برخی مناطق مجاور (از جمله عثمانی، ماوراءالنهر و ترکستان) از سال ۸۰۷ قمری/۷۸۳ خورشیدی تا ۹۸۵ ق./۹۵۶ خ. است. نویسنده این کتاب حسن روملو از مورخان و سربازان ایرانی عهد شاه تهماسب یکم صفوی است. 
این کتاب وقایع تاریخی را از آغار پادشاهی شاهرخ -پسر تیمور- در سال ۸۰۷ قمری/۷۸۳ خورشیدی آغاز می‌کند و به شرح حکومت‌های تیموریان، عثمانی، قراقویونلو، آق‌قویونلو، صفویان، ازبکان یا شیبانیان و برخی حکومتهای جزئی دیگر تا سال ۹۸۵ ق./۹۵۶ خ. که مصادف با آغاز پادشاهی شاه محمد خدابنده است می‌پردازد. 
احسن‌التواریخ مهمترین منبع برای تاریخ ایران در دوران شاه تهماسب یکم صفوی است و در آن شرح حال شاعران و نویسندگان و هنرمندان دوران مذکور آمده‌است و از این لحاظ، این کتاب فقط به تاریخ سیاسی و جنگها نمی‌پردازد بلکه تاریخ فرهنگی را نیز مدنظر دارد. این کتاب نثری ساده و روشن دارد و از اشعار فارسی نسبتاً زیادی در متن آورده شده‌است که برخی سروده خود حسن بیگ روملو است.

## تصحیح کتاب
این کتاب به مانند نسخهٔ اصلی در دو جلد توسط عبدالحسین نوایی تصحیح شده‌است. مصحح در پایان جلد اول شرح نسبتاً مفصل و سودمندی از تاریخ ترکیه در دوران مذکور به همراه فهرستی از لغات ترکی و مغولی رایج در متون فارسی تاریخی سده هفتم به بعد را نوشته است. 

## نمونه‌ای از کتاب
...چون این خبر محنت‌اثر در ارزنجان به قرایوسف ترکمان رسید، ارکان دولت را جمع آورده، در باب صلح و جنگ قرعهٔ مشورت در میان انداخت و گفت، نظم:
| که ای شیرمردان رستم شعار    |  | مدارید اندیشه از کارزار   |
| کز آنجا که لطف خدا یار ماست |  | بر اعدا ظفریافتن کار ماست |
| ز ما کوشش و نصرت از کردگار  |  | چرا پا کشیم از ره کارزار؟ |

امرا نیز در جواب گفتند، نظم:
| ایا آفتاب سپهر جلال     |  | اطاقه (؟) به فرق تو همچون هلال |
| نداریم اندیشه از داوری  |  | ز ما داوری وز شما یاوری        |
| تمنای ما ملک کاووس نیست |  | ز مردی غرض غیر ناموس نیست      |

قرایوسف یک‌یک را در آغوش گرفته، همه را به وعده‌های نیکو خشنود گردانید...